# Boksekamp (film fra 1909)
 For alternative betydninger, se Boksekamp. (Se også artikler, som begynder med Boksekamp)
Boksekamp er en dansk stumfilm fa 1909 produceret af Nordisk Films Kompagni. 
Filmen er af Det Danske Filminstitut beskrevet som "Scene fra en spillefilm hvor en bokser bokser mod en klovnelignede mand",  og DFI angiver som alternativ titel på filmen Mesterbokseren Jim Smith. 
Af det oprindelige filmprogram fra Nordisk Film fremgår imidlertid, at bokseren i filmen er den danske mesterbokser Waldemar Holberg. Bevarede billeder fra filmen viser ikke en "klovnelignende mand", men derimod Waldemar Holberg, der bokser mod en farvet bokser. Scenerne med en "klovnelignende mand" er muligvis forvekslet med Nordisk Films film Bokserparodi fra 1907.